# Levina Teerlinc

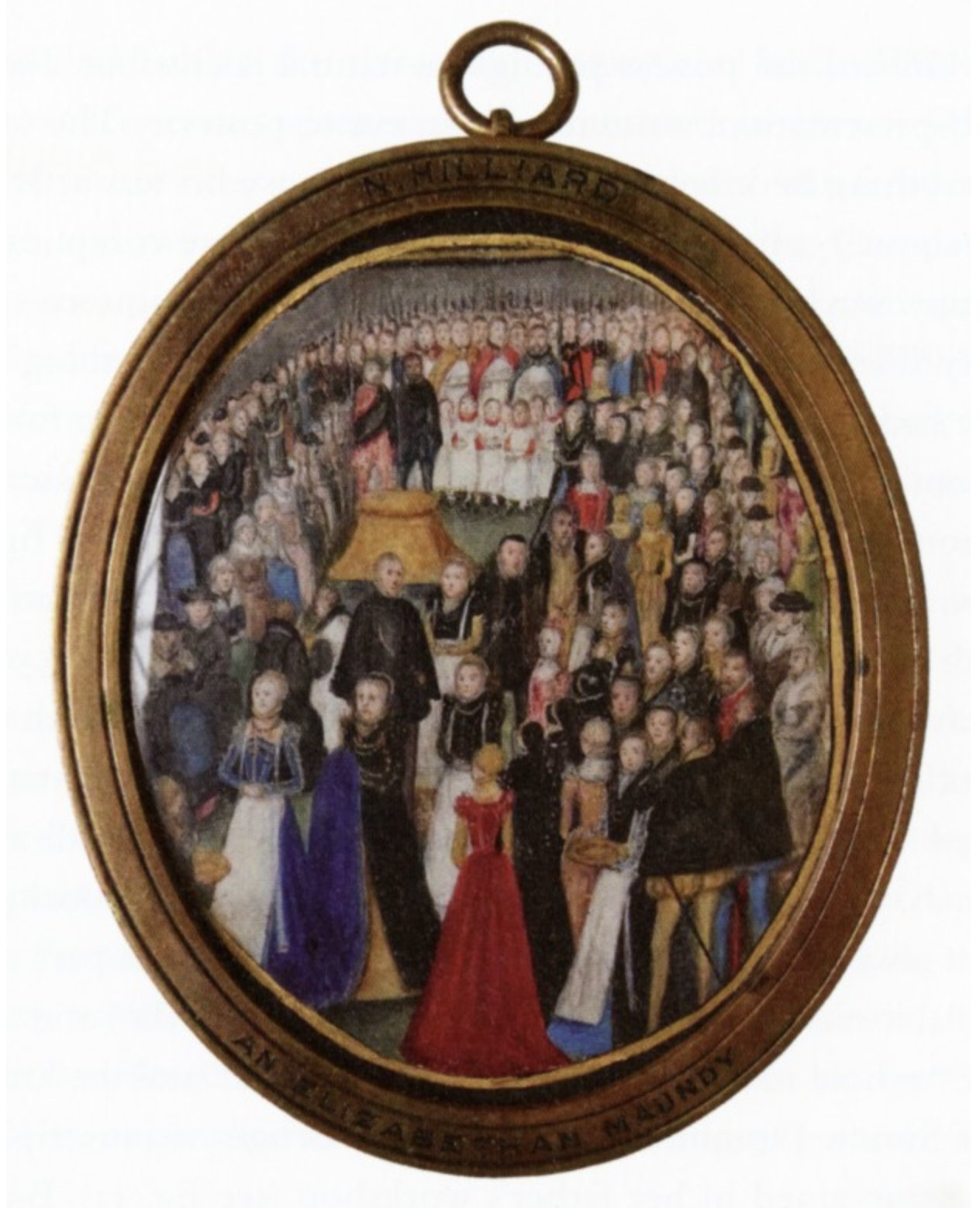
Miniatura Elizabetana de um ritual eclesiástico por Levina Teerlinc, meados de 1560.

Levina Teerlinc (Bruges, 1510 ou 1520 — Londres, 23 de junho de 1576) foi uma miniaturista flamenga que serviu à Casa de Tudor durante os reinados de Eduardo VI, Maria I e Isabel I.

## Vida
Teerlinc era a filha mais velha de Simon Bening, o renomado iluminador da escola de Ghent-Bruges. Bening provavelmente treinou sua filha como uma pintora de manuscritos. Teerlinc pode ter trabalhado na oficina de seu pai antes de seu próprio casamento.
Em 1545 mudou-se com seu marido, George Teerlinc de Blankenberge, para a Inglaterra. Ela então serviu como uma pintora real ao rei Henrique VIII, cujo pintor oficial, Hans Holbein, tinha falecido recentemente. Sua anuidade para essa posição era de £40 - muito mais do que Holbein costumava receber. Mais tarde ela serviu também como parte da corte nas casas reais das rainhas Maria e Elisabete.

## Obra

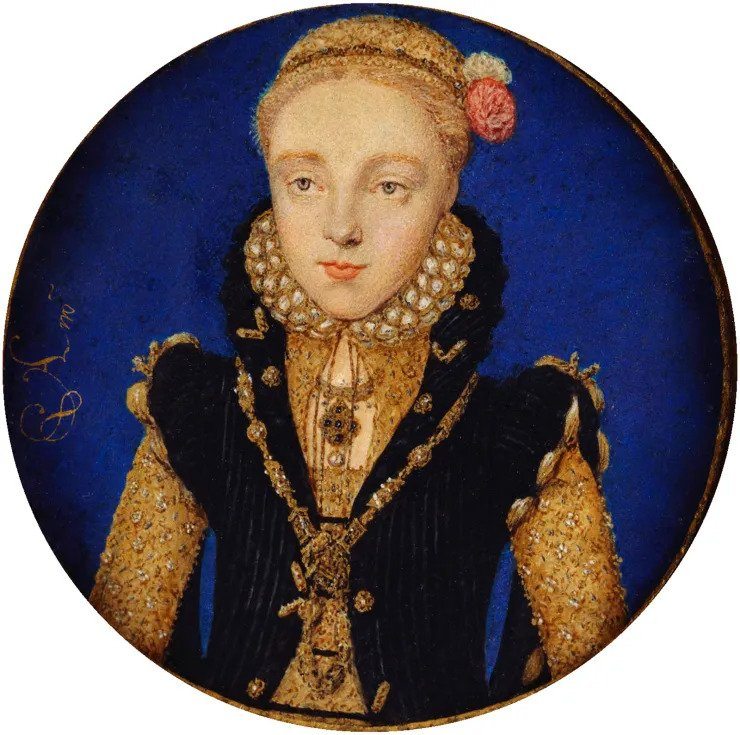
Retrato de Elisabete I por Levina Teerlinc, meados de 1565.

Seus trabalhos documentados incluem pinturas dadas como presentes aos reinantes nas comemorações de ano novo, incluindo uma imagem da Santíssima Trindade para Maria I em 1553. Apesar disso, Teerlinc é mais conhecida por seu importante trabalho na ascensão dos retratos em miniatura. Há documentação de que ela tenha criado numerosos retratos de Isabel I, tanto retratos individuais quanto de reis e rainhas com importantes membros da corte. Ela teria treinado Nicholas Hilliard, ao treinar um ourives na arte do retrato em miniatura. Hilliard viria então se tornar o mais importante miniaturista de toda aquela era.
A maioria destes trabalhos não sobreviveram ao tempo ou não mais são atribuídos a Teerlinc. De fato, não há trabalhos restantes que possam fatidicamente ser documentados como dela. Uma exposição em 1983 no Museu Vitória e Alberto descrita como "a primeira ocasião onde uma coleção de miniaturas que podem ser atribuídas a Levina Teerlinc foi apresentada".  Já que a exposição teve a mesma função para sua predecessora como miniaturista da corte, Lucas Horenbout, foi especialmente útil em desenvolver consenso nas atribuições. Cinco miniaturas e dois manuscritos iluminados estavam na coleção, incluindo uma miniatura de Lady Catherine Grey do V&A e outras do Yale, a Royal Collection (ambos estes possivelmente da jovem Isabel I e coleções privadas. Considerado fortemente, havia "um grupo convincente de miniaturas que emergiram do trabalho de uma só mão, uma de cujo esboço parco, cuja pintura fina e transparente e cujas pinceladas desleixadas." Ela também provavlemente desenhou o Grande Selo do Reino Unido para Maria I e o anterior, mais antigo, utilizado por Isabel.

### Lista parcial de trabalhos
- Portrait of Lady Katherine Grey(Retrato da Dama Katherine Grey), meados de 1555–60, V&A, no. P.10-1979[2]
- Portrait of a Young Woman[3] (Retrato de uma jovem mulher), 1566, V&A, no. P.21-1954
- Portrait of Mary Dudley, Lady Sidney[4] (Retrato de Mary Dudley, Dama Sidney), meados de 1575, V&A, no. E.1170-1988

- Atribuídos sem confirmação
  - Portrait of Queen Mary I (Retrato da Rainha Maria I), coleção do Duque de Buccleuch
  - Portrait of a Young Woman (Retrato de uma jovem mulher), Coleção de H.M. a Rainha, Castelo Windsor
  - Portrait of Elizabeth I in State Robes (Retrato de Elisabete I em roupas formais), coleção de Welbeck Abbey